# Malpighia emiliae
Malpighia emiliae är en tvåhjärtbladig växtart som beskrevs av W.R. Anderson. Malpighia emiliae ingår i släktet Malpighia och familjen Malpighiaceae. Inga underarter finns listade i Catalogue of Life.